# 정수충 초상 및 중모기
정수충 초상 및 중모기(鄭守忠 肖像 및 重模記)는 대한민국 충청북도 청주시에 있는, 조선의 문신인 정수충(1401∼1469) 선생의 초상화 1폭과 그림을 옮겨 그리는 과정에 따르는 여러 사항들을 기록한 1권의 책이다. 1987년 3월 31일 충청북도의 유형문화재 제159호로 지정되었다.

## 개요
조선의 문신인 정수충(1401∼1469) 선생의 초상화 1폭과 그림을 옮겨 그리는 과정에 따르는 여러 사항들을 기록한 1권의 책이다.
정수충은 세종 32년(1450) 문과에 급제한 후, 세조의 왕위등극을 도와 공신의 반열에 올랐으며, 이후 벼슬이 좌찬성에까지 올랐다.
이 초상화는 선생이 공신에 올랐을 때 왕명에 의해 그렸던 공신상을 옮겨 그린 것으로 생각되며, 신숙주·이숭원 선생의 초상화와 같은 양식을 보인다. 검은 사모에 연붉은 바탕의 홍포를 입고 앉아 얼굴은 약간 오른쪽을 향하고 있으며, 두 손은 앞으로 모아 옷소매 안에 넣은 전신좌상이다. 의복의 바깥 선은 각이 지게 표현하고 옷주름은 간략하게 선으로 처리하여 높은 품격을 살리려 애쓴 흔적이 보인다.
초상화와 더불어 전해오는 영정중모기는 이 초상화를 옮겨 그렸던 과정과 축문을 함께 싣고 있다.

## 같이 보기
- 정수충

## 참고 자료
- 정수충 초상 및 중모기 - 국가유산청 국가유산포털